# Stortbak

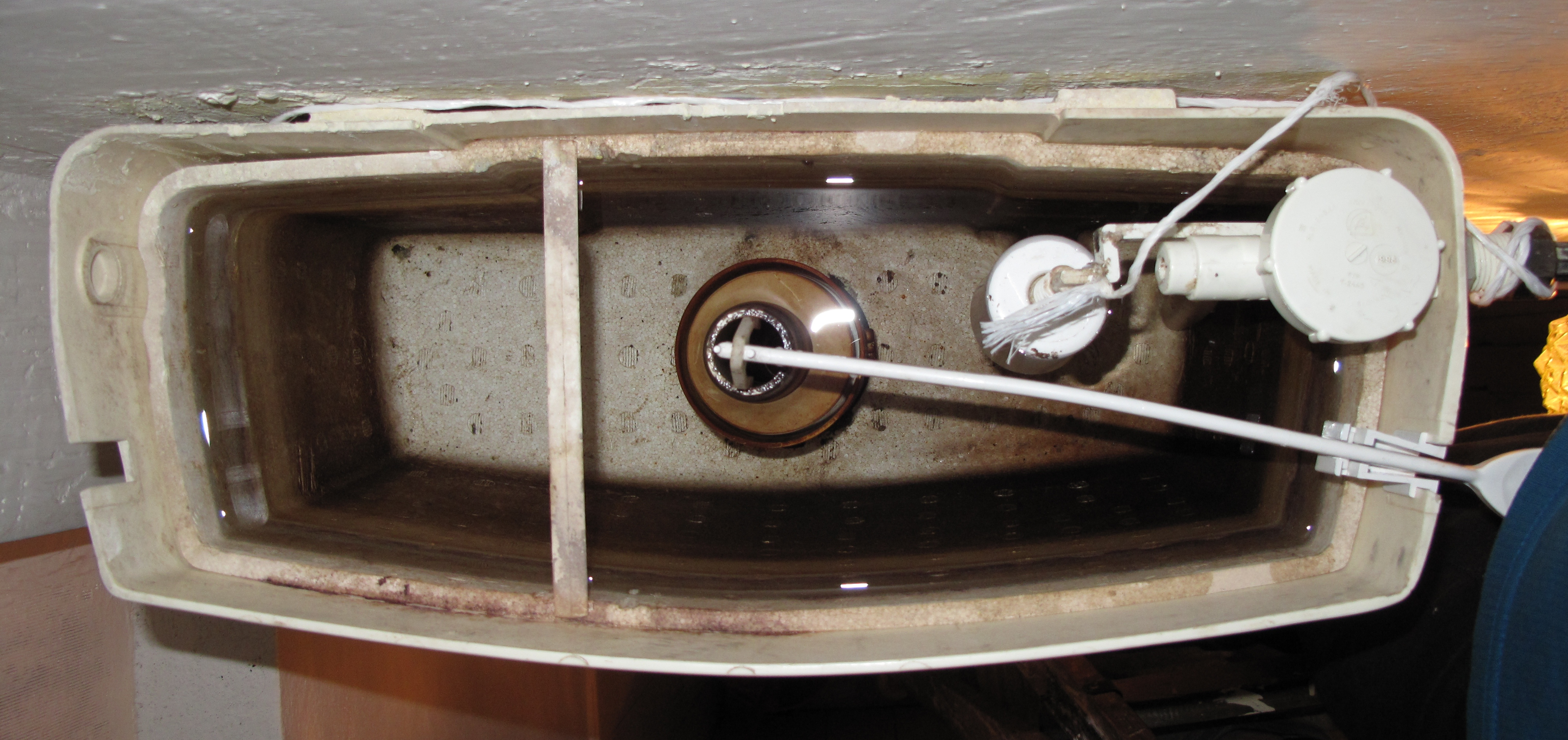
Stortbak, van boven gezien

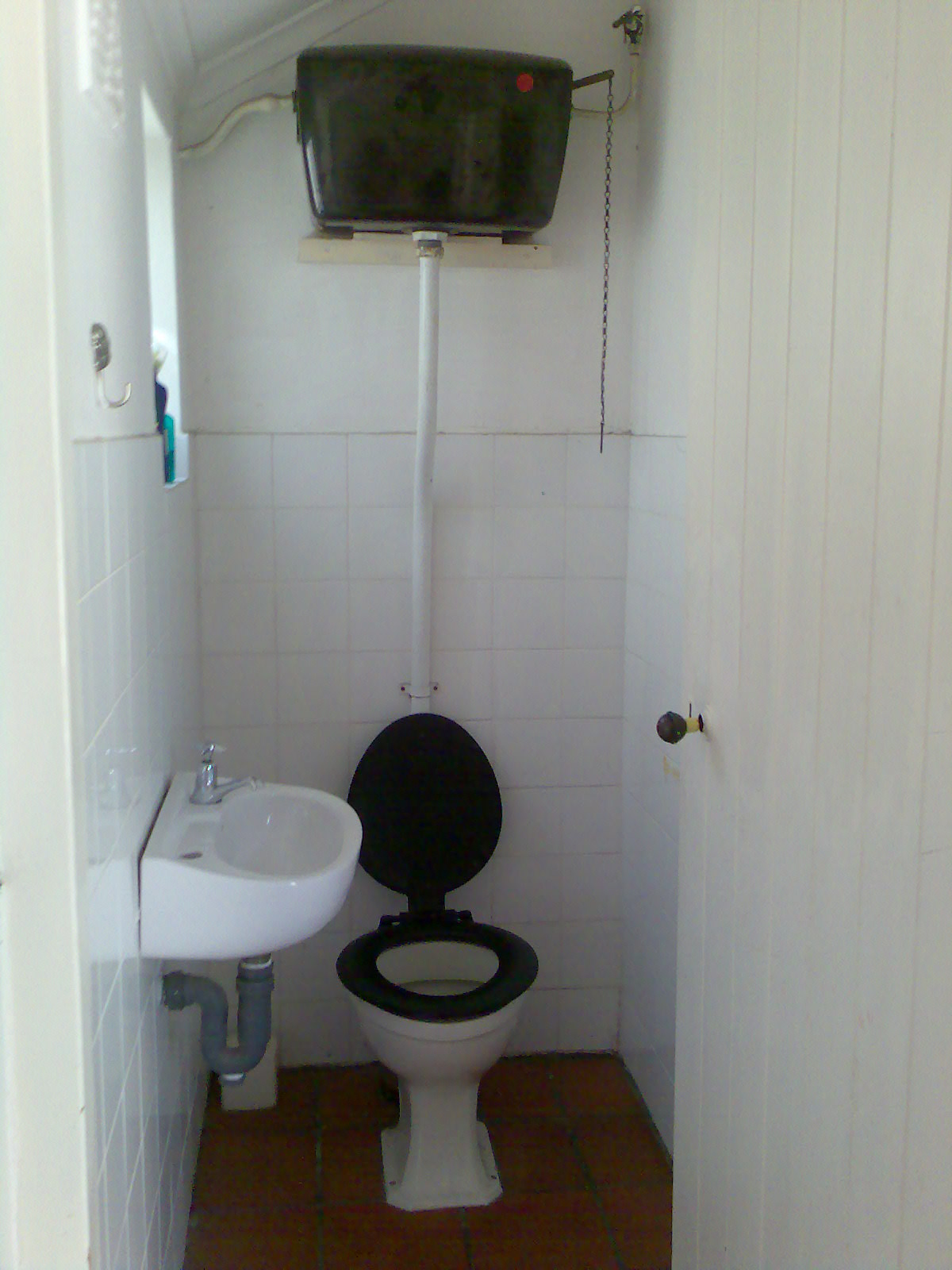
Toilet met hooghangende stortbak

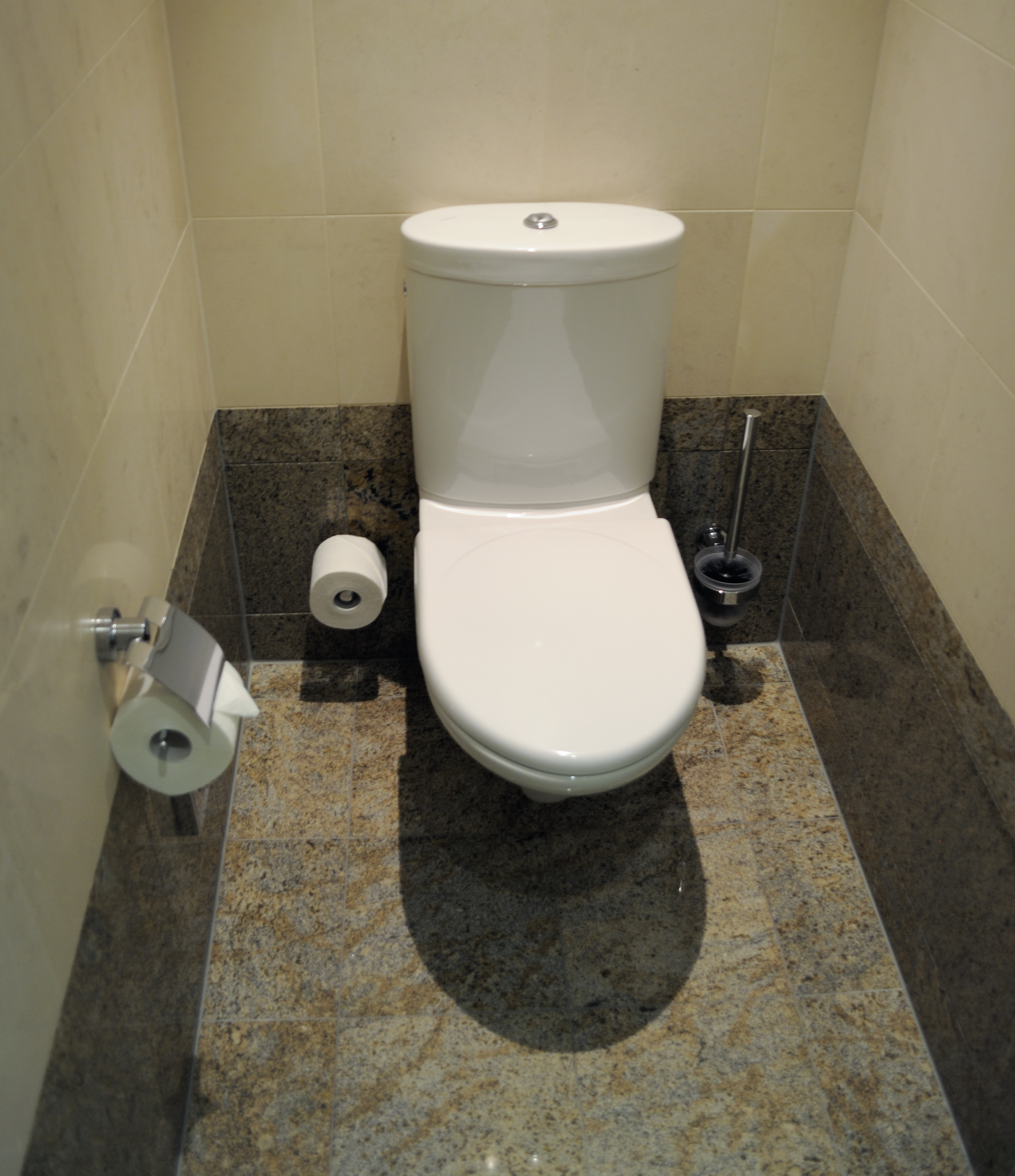
Een closetcombinatie (duoblok)

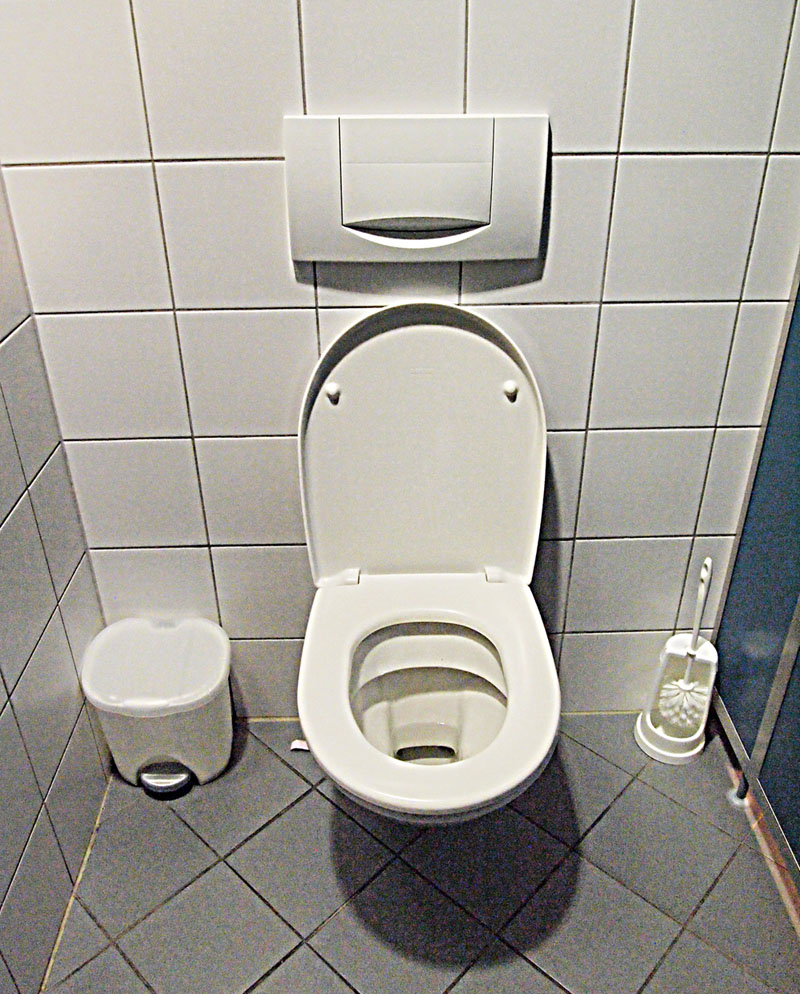
Toilet met inbouwreservoir en vrijhangende toiletpot

Een stortbak  of jachtbak is de spoelinrichting van een toiletsysteem waarin water wordt vastgehouden voor het reinigen van de closetpot. Het reservoir is voorzien van een waterinlaat en is aan de onderzijde verbonden met de toiletpot door middel van een verticale buis, de valpijp. Deze moet het water afvoeren naar de closetpot. De stortbak bevindt zich hoger dan de closetpot, waardoor het water potentiële energie bezit en snel naar de closetpot stroomt zodra er doorgetrokken wordt. Een stortbak wordt na het doortrekken automatisch hervuld.

## Werking van het doorspoelmechanisme
In de stortbak bevindt zich een zelfregelend mechanisme dat ervoor zorgt dat de bak na iedere spoeling automatisch wordt bijgevuld, en de watertoevoer sluit als het reservoir vol is. Hiervoor is de waterinlaat voorzien van een vlotterkraan. Deze bezit een hefboom die vastzit aan een vlotter, die drijft op het water in het reservoir. Bij het doorspoelen zakt de vlotter, waardoor de vlotterkraan wordt geopend en het reservoir wordt bijgevuld. Bij het vullen zal de vlotter langzaam stijgen met het waterniveau. Op het moment dat het water het ingestelde niveau heeft bereikt, zal de vlotterkraan de waterstroom afsluiten. Onder de kraanuitlaat in de stortbak zit een uitstroompijpje om het water stil in het reservoir te laten stromen.
Door de aard van de constructie van de stortbak zal na het 'doortrekken' de waterstroom in de valpijp direct stoppen.

## Positionering van het reservoir
De spoelbak kan zowel hoog- als laaghangend zijn. De waterleiding is via een stopkraan aangesloten op de stortbak, zodat bij reparatie de watertoevoer op eenvoudige wijze kan worden afgesloten.

### Hooggeplaatste stortbak
Hooggeplaatste stortbakken worden ongeveer twee meter boven de vloer opgehangen; Boven de stortbak moet voldoende ruimte zijn (minimaal 30 cm van het plafond), zodat inspectie en reparatie mogelijk is. Doorspoelen gebeurt, al naargelang het type stortbak, door aan een ketting of touw te trekken (klokhevelstortbak), of door het bovenste gedeelte van de valpijp naar beneden te bewegen (beweegbare-binnenpijpstortbak), of ook wel door een knop in te drukken op een spuitdoos die voorzien is van een membraan (kniehevelstortbak). Bij al deze systemen geschiedt het leeglopen van de stortbak als gevolg van hevelwerking. Een hooghangende stortbak kan in sommige situaties beter op zijn plaats zijn dan een laaggeplaatste: zo kan de closetpot dichter bij de achterwand worden geplaatst waardoor er meer vloeroppervlak/beenruimte vrij blijft. Ook kan hij eventueel aan een zijwand worden gehangen.

### Laaggeplaatste stortbak
Laaggeplaatste stortbakken zijn dicht boven de closetpot geplaatst, met een korte valpijp. Bij closetcombinaties, duobloks, is de stortbak direct op de toiletpot gemonteerd. Dit werd opgevolgd door een generatie inbouwreservoirs die achter het wandoppervlak weggewerkt, vlak boven de (vrijhangende) toiletpot. Bij een laaggeplaatste stortbak is de valhoogte van het water niet groot, een hevelsysteem zou hier een te geringe spoelkracht opleveren. Daarom stroomt bij dit type stortbak het water rechtstreeks vanuit het reservoir naar de valpijp; de afsluiting van de waterstroom gebeurt door een rubberring. Om de pot toch goed te kunnen schoonspoelen, is de middellijn van de pijp, vooral bij de 'spoelbocht', groot en bevat het reservoir vaak meer water dan bij het hooghangende type. Laaggeplaatste reservoirs zijn meestal voorzien van drukknopbediening, vaak een voor de grote boodschap waarbij het hele reservoir wordt leeg gespoeld, en een voor de kleine boodschap, waarbij met geringe hoeveelheid water kan worden volstaan.

## Overige
Hoewel de stortbak meestal wordt gevuld met leidingwater, zijn er ook systemen op de markt waarbij regenwater wordt gebruikt. In dit geval is er een groter reservoir nodig, dat dan in de wand van het toilet moet worden ingebouwd.
Om water te besparen omwille van het milieu wordt het waterreservoir wel verkleind door er een baksteen of dergelijks in te leggen, waardoor er minder water per spoelbeurt wegspoelt. Dit was met name van toepassing bij wc's met één doorspoelknop waarbij het reguleren van de hoeveelheid spoelwater niet mogelijk is.